# Odrodzenie (tygodnik)
Odrodzenie (1944–1950) – tygodnik, pierwsze w Polsce powojenne pismo społeczno-kulturalne.
Odrodzenie powstało w roku 1944 w Lublinie, następnie było wydawane w Krakowie (1945–1947), a potem w Warszawie (1947–1950). Pismo popierało politykę kulturalną władz.
Redaktorami pisma byli: 
- Karol Kuryluk, późniejszy minister kultury i sztuki w rządzie Józefa Cyrankiewicza
- Jerzy Borejsza

Z pismem współpracowali między innymi: 

- Jerzy Andrzejewski
- Tadeusz Borowski
- Kazimierz Brandys
- Tadeusz Breza
- Bohdan Czeszko
- Stanisław Dygat
- Konstanty Ildefons Gałczyński
- Zygmunt Kałużyński
- Jan Kott
- Leon Kruczkowski
- Juliusz Kleiner
- Maria Kuncewiczowa
- Edmund Osmańczyk
- Jan Parandowski
- Julian Przyboś
- Ewa Szelburg-Zarembina
- Adam Ważyk
- Wojciech Żukrowski

„Odrodzenie” miało duży wpływ na rozwój kultury, a w szczególności literatury po wojnie. W roku 1950 tygodnik został połączony z tygodnikiem „Kuźnica” (1945–1950), a w wyniku tej fuzji powstał tygodnik „Nowa Kultura”.